# Geronio
Gereonio o Geronio fu un'antica città italica, prima frentana, poi romana. Dopo essere stata distrutta dal terremoto del 1456 non fu più ricostruita o, almeno, come scrive il Tria, si andò disolando.

## Toponimo
Del suo etimo non si sa quasi niente. Gerio, o Gerione, o Geriunum, viene citato dal vescovo larinate Mons. Tria anche con le varianti di Girone e Gironia e poi altrove nello stesso capitolo menziona altre varianti come Giron, Gerone, Geronio, e, come se non bastasse, Gerunio.

## Sito

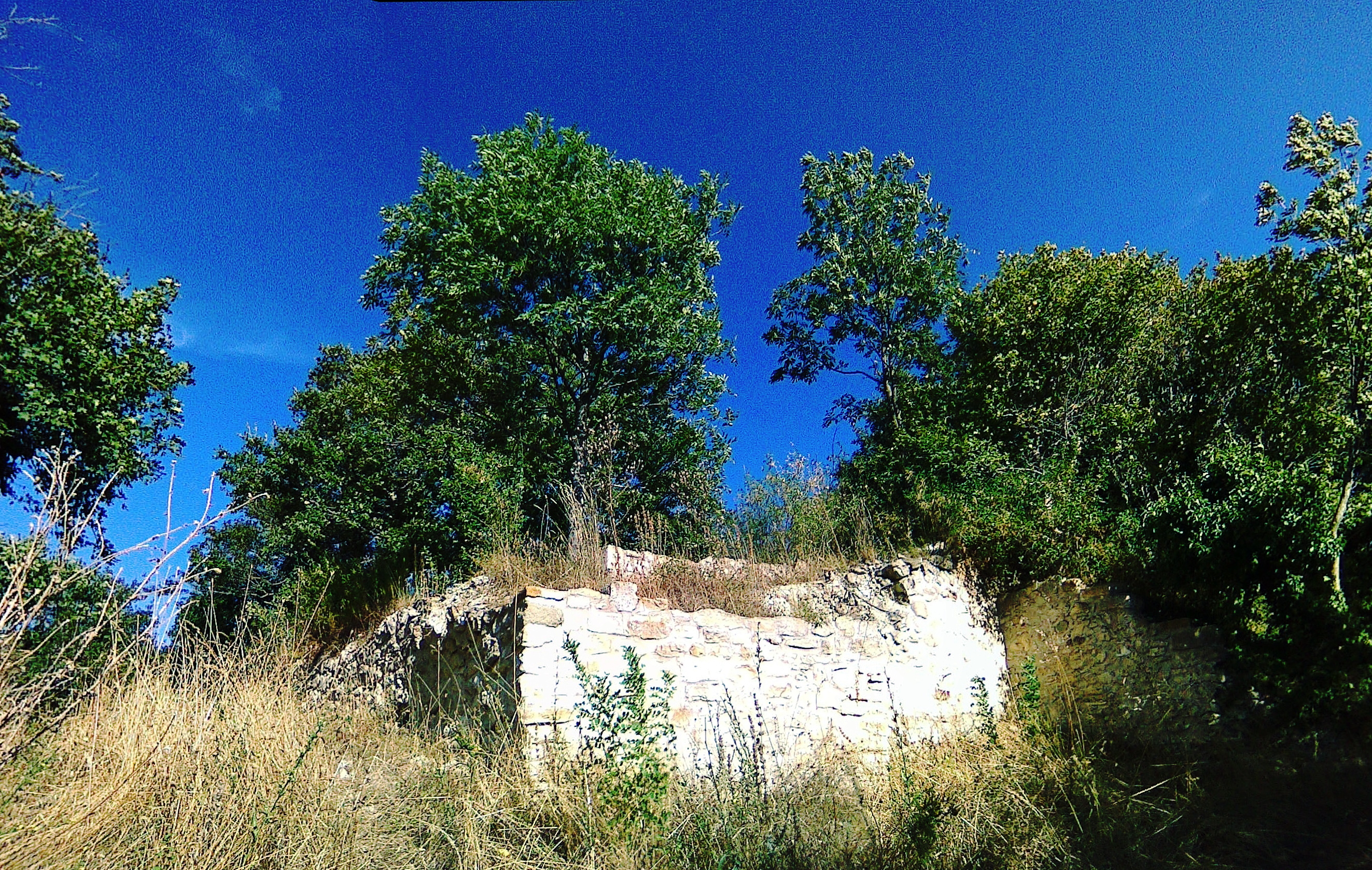
I ruderi di Gerione

Della sua ubicazione si sono fatte svariate ipotesi, ma ormai si dà per certo che Gerione fosse situato nei pressi di Larino. Il Tria come il Romanelli sono concordi a situarla « ad un declivio di monte detto Cerro, Tra Casacalenda, Montorio, Montelongo e Bonefro, a destra del fiumiciattolo Cigno, presso la strada che da Casacalenda mena a Montorio ».
Il Cluverio e il Cellario la ipotizzano addirittura a Dragonara, castello già da alcuni secoli distrutto 
Il Kiriatti, molto campanilisticamente, situa Gerione a Cerignola.
Facendo riferimento a Livio, Il Tria compiaciuto, insieme ad altri storiografi, come il Romanelli, considerando la grande distanza di Cerignola e Dragonara, pone l'ilare domanda: « come avrebbe egli, (Annibale), ... stare a vista del nemico, che si ritrovava ne' Campi Larinati, e due miglia lontano da Gerione? ». L'Alberti non fa che confermare quanto già detto da Plinio, e poi il Tria, il Romanelli, ed altri, sebbene scambi il fiume Tiferno per il Fortore, travisando un po' le distanze.
La localizzazione di Geronio secondo il Mommsen sarebbe «...cinque leghe a nord di Lucera....». Per Salmon invece «Geronium non era lontano dalla moderna Casacalenda.» Altrove, ancora dal Tria, viene riportata l'ipotesi di qualcun altro che vuole che questa città, così contesa, venga collocata in terra di San Martino.
Nella primavera dell'anno 2003 ha avuto inizio lo scavo del sito di Gerione (Casacalenda in provincia di Campobasso) condotto dall'Università degli Studi di Bologna - Cattedra di Topografia dell'Italia Antica. Il ritrovamento di un raro frammento calcareo di stele punica (III-II secolo a.C.) con la raffigurazione del crescente lunare e il cerchio solare, simbolo di Tanit, dea protettrice di Cartagine confermerebbe l'identificazione di Gerione con la Gereonium nota dalle fonti letterarie antiche.

## Storia

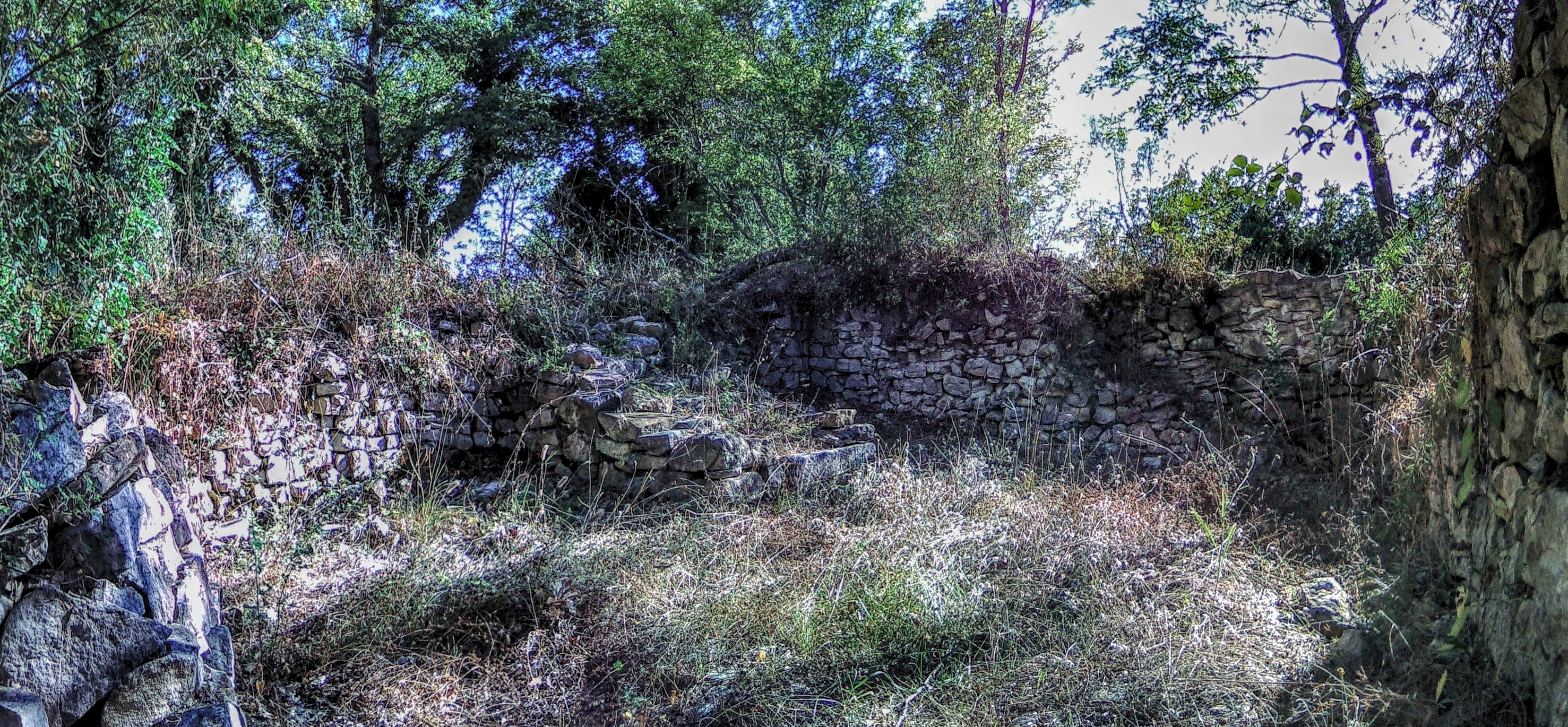
I ruderi di Gerione

Passata alla storia per essere stata espugnata da Annibale durante la seconda guerra punica, laddove vi pose il suo acquartieramento. Gerione fu spianata letteralmente, conservandone però intatte le mura, avendo il Cartaginese in mente di poterle utilizzare a scopo di difesa. Racconta Polibio che Annibale, avendo saputo che a Luceria vi fossero abbondanti scorte di frumento e, pensando di poter utilizzare Gerione come granaio, qui appunto pensò di svernare. Tito Livio parla di Gerione allo stesso modo confermando entrambi gli autori la posizione dell'esercito romano in agro Larinate vicino Calela (Casacalenda), e quello di Annibale che andò poi a fermarsi a circa due miglia da esso.
La battaglia che ne seguì, vuoi per imperizia di Marco Minucio Rufo, luogotenente di Fabio Massimo, vuoi per l'abile strategia e l'innata scaltrezza di Annibale, poco mancò che l'esercito romano subisse una clamorosa disfatta, come quella che avvenne poco tempo dopo, nella ben più memorabile battaglia di Canne. Soccorso dunque dal ben più ponderato Fabio Massimo, l'onta della sconfitta fu per ora evitata.
Dopo il periodo punico, molto ben documentato da svariati autori sia classici che moderni, fino al terremoto del 1456, di Gerione non se ne sa granché. Giovanni Andrea Tria annota nelle sue Memorie che Gerione «appresso però ricevute altre percosse si andò disolando; e vado conghietturando, che assai contribuì il gran terremuoto dell'anno 1456, quando Larino sobbissò fin da fondamenti con morte di 1313 Persone ... tantoché poi a poco a poco si distrusse totalmente, ed al presente se ne vedono i suoi vestigj ; e dobbiamo figurarci, che colla sua distruzione si fussero o accresciuti, o edificati altri Castelli, e Terre, che si vedono in quelle vicinanze, ... »